# Philip-Michaël Pinard-Devos
Philip-Michaël Pinard-Devos (Sorel-Tracy, 26 aprile 1990) è un hockeista su ghiaccio canadese.
Attualmente è capitano in National League della squadra dell'HC Ajoie.

## Palmarès
- Coppa di Svizzera: 1

Ajoie: 2019-20
- Supercoppa italiana: 1

Val Pusteria: 2014
- Swiss League: 2

Ajoie: 2015-16, 2020-21